# Statskuppförsöket i Bulgarien 1965
Statskuppförsöket i Bulgarien 1965 (bulgariska: Опит за преврат срещу Тодор Живков) var ett försök till statskupp i Folkrepubliken Bulgarien som involverade höga tjänstemän inom Bulgariens kommunistiska parti och officerare inom Bulgariens militär. Kuppen var tänkt att genomföras under 1965. Planen med kuppen var att avsätta generalsekreteraren Todor Zjivkov och ledarskapet inom kommunistpartiet som av kuppmakarna anklagades för revisionism. Kupplanerna avslöjades dock i april 1965 innan kuppen kunde genomföras.

## Bakgrund
Efter Josef Stalins död 1953 hade det Sovjetiska kommunistpartiet under ledning av den nya generalsekreteraren Nikita Chrusjtjov påbörjat en process med viss liberalisering och avstalinisering som bland annat innebar ett avvecklande av personkulten som existerat kring Stalin. Detta gav upphov till en maktkamp inom Bulgariens kommunistiska parti mellan de som stödde Chrusjtjovs reformer och de som ville hålla fast vid en mer hårdför stalinistisk linje inspirerad av Mao Zedongs ledarskap i Kina under 1960-talet. 
I Bulgarien hade kommunistpartiet börjat implementera avstalinisering strax efter Chrusjtjov vilket bland annat hade lett till att den stalinistiske premiärministern och generalsekreteraren Vălko Tjervenkov hade avlägsnats från sin post och ersatts med den mer reforminriktade Todor Zjivkov 1954. 

## Förberedelser inför kuppen
I oktober 1964 hade missnöjet med Todor Zjivkovs ledarskap växt sig stort inom vissa hårdföra kretsar inom kommunistpartiet och militären. Detta ledde till att ett antal medlemmar av kommunistpartiets centralkommitté började planera att genomföra en kupp för att avsätta Zjivkov. Konspiratörerna var hårdföra kommunister som fördömde kommunistpartiets ledarskap för "revisionism" och hade som mål att införa en mer hårdför marxist-leninistisk regim i Bulgarien som skulle vara mer oberoende av Sovjetunionen. Kupplanerna fick stöd av flera andra höga tjänstemän inom kommunistpartiet och officerare inom Bulgariens armé. 
Enligt planerna skulle kuppen genomföras under ett sammanträde av kommunistpartiets centralkommitté i huvudstaden Sofia. Stridsvagnar skulle placeras ut på strategiska platser runt om i huvudstaden samtidigt som soldater från garnisonen i Sofia, vars befälhavare var anhängare av kuppen, skulle omringa centralkommitténs huvudbyggnad och arrestera ledarskapet för kommunistpartiet, däribland generalsekreteraren Todor Zjikov. 

## Avslöjandet av kuppförsöket och reaktionen
Under planeringen av kuppen hade den bulgariska säkerhetstjänsten börjat misstänkta att något höll på att hända och hade därför i hemlighet börjat bevaka konspiratörerna. Mellan den 28 mars och 12 april 1965 genomförde säkerhetstjänsten flera razzior mot flera av de inblandade i kuppförsöket och upptäckte då dokument som avslöjade planerna varvid samtliga inblandade arresterades. 
Strax efter arresteringarna begick en av de ledande konspiratörerna, centralkommittémedlemmen Ivan Todorov-Gorunia, självmord vilket ledde till att rykten började spridas i Sofia att en hög partifunktionär hade begått självmord och det möjliga kuppförsöket mot kommunistpartiets ledarskap. Alla rykten förnekades dock helt av statskontrollerad media och kommunistpartiet som kallade ryktena "propaganda" och "fabriceringar".